# Illiopolis
Le village d’Illiopolis est situé dans le comté de Sangamon, dans l’État de l’Illinois, aux États-Unis. Sa population s’élevait à 891 habitants lors du recensement de 2010, estimée à 871 habitants en 2016.